# امام‌باره
امام‌باره یا امام‌بارا اماکنی متعلق به شیعیان در هند است که برای عزاداری در ماه محرم کاربرد دارند. این واژه به معنای جایگاه امام است. به آن خانقاه نیز می‌گویند. مراسم تابوت که در میان شیعیان هند در ماه محرم برگزار می‌شود، در این مکان اجرا می‌شود.

## نگارخانه

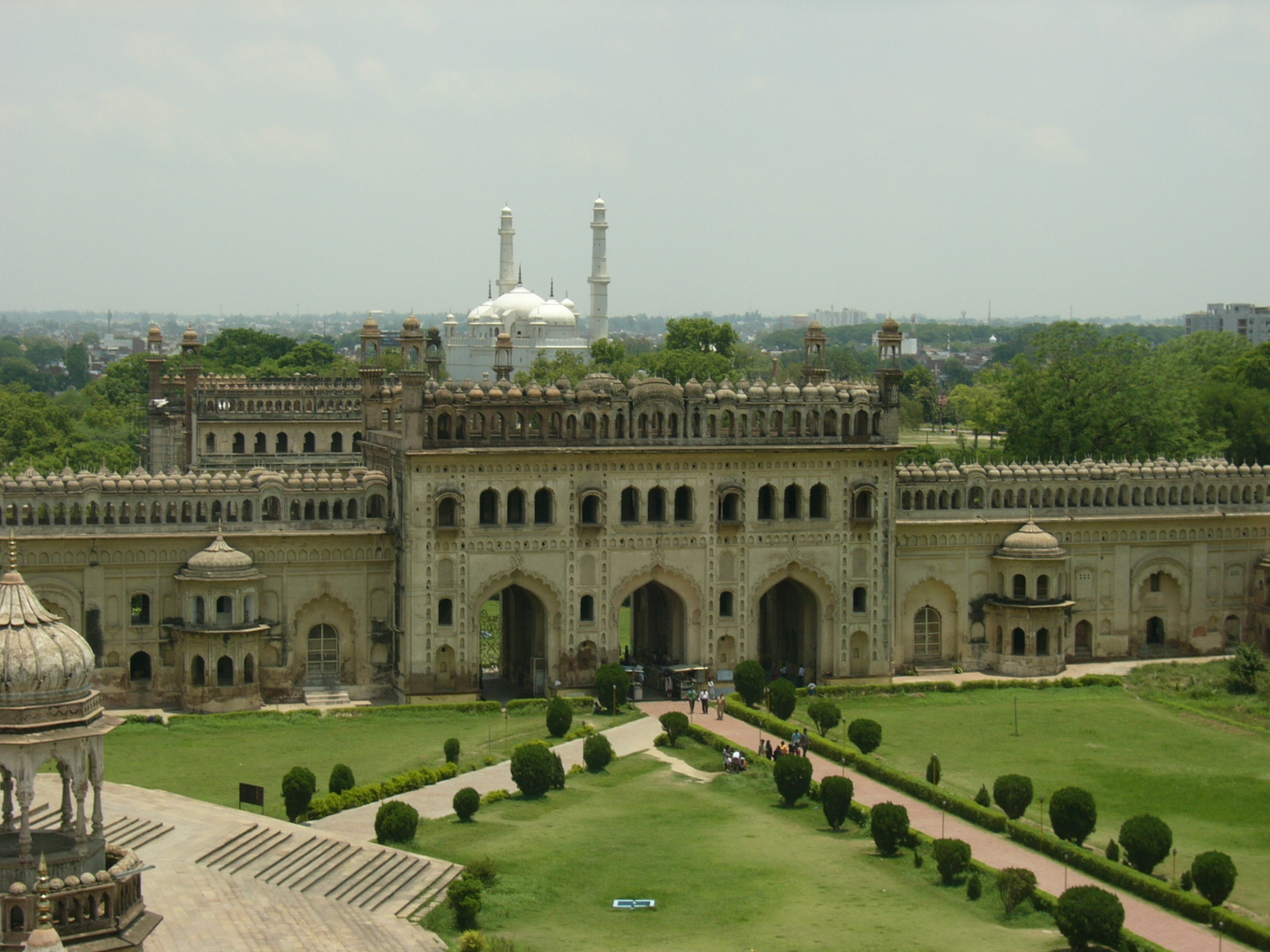
حسینیه آصفی لکنو
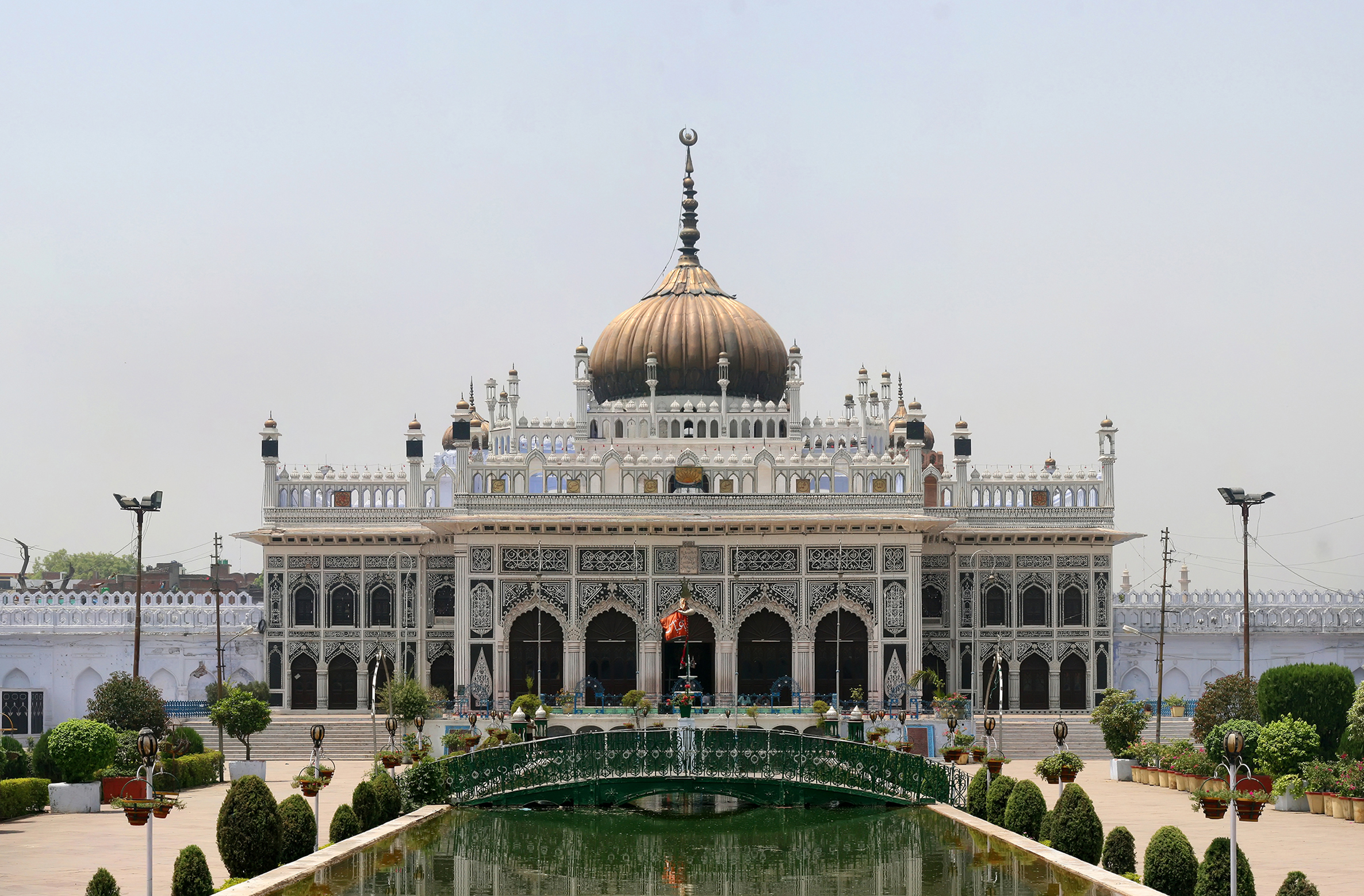
حسینیه کوچک لکنو